# Трашиганг

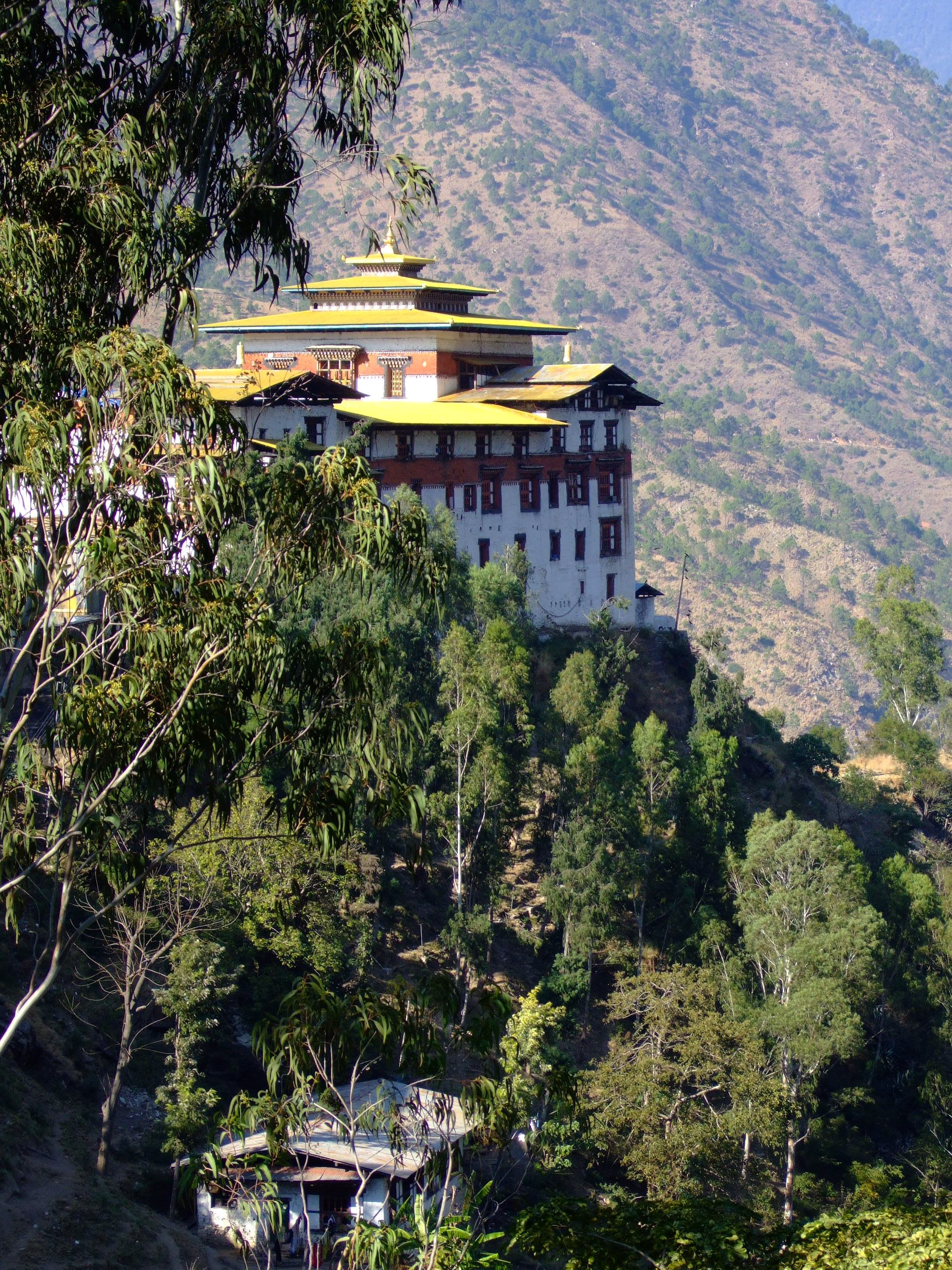
Трашиганг-дзонг

Трашиганг (дзонг-кэ བཀྲིས་སྒང་, англ. Trashigang), или Ташиганг (англ. Tashigang) — город на востоке Бутана, административный центр дзонгхага Трашиганг.
Он расположен на восточной стороне долины, чуть южнее места слияния рек Дрангме и Гамри. В 2009 году около города открылся аэропорт Йонгпхулла без бетонированного покрытия взлётно-посадочной полосы, предназначенный для местных маршрутов малыми самолётами.
Население города составляет 2383 человека (перепись 2005 г.), а по оценке 2012 года — 2605 человек.
К Трашигангу с юга подходит шоссе из Индии через пограничный город Самдруп-Джонгхар, с запада главное шоссе из Тхимпху, на север ведёт дорога на Трашиянгце и дальше до Бомделинга.
В городе имеется региональная больница.

## Достопримечательности

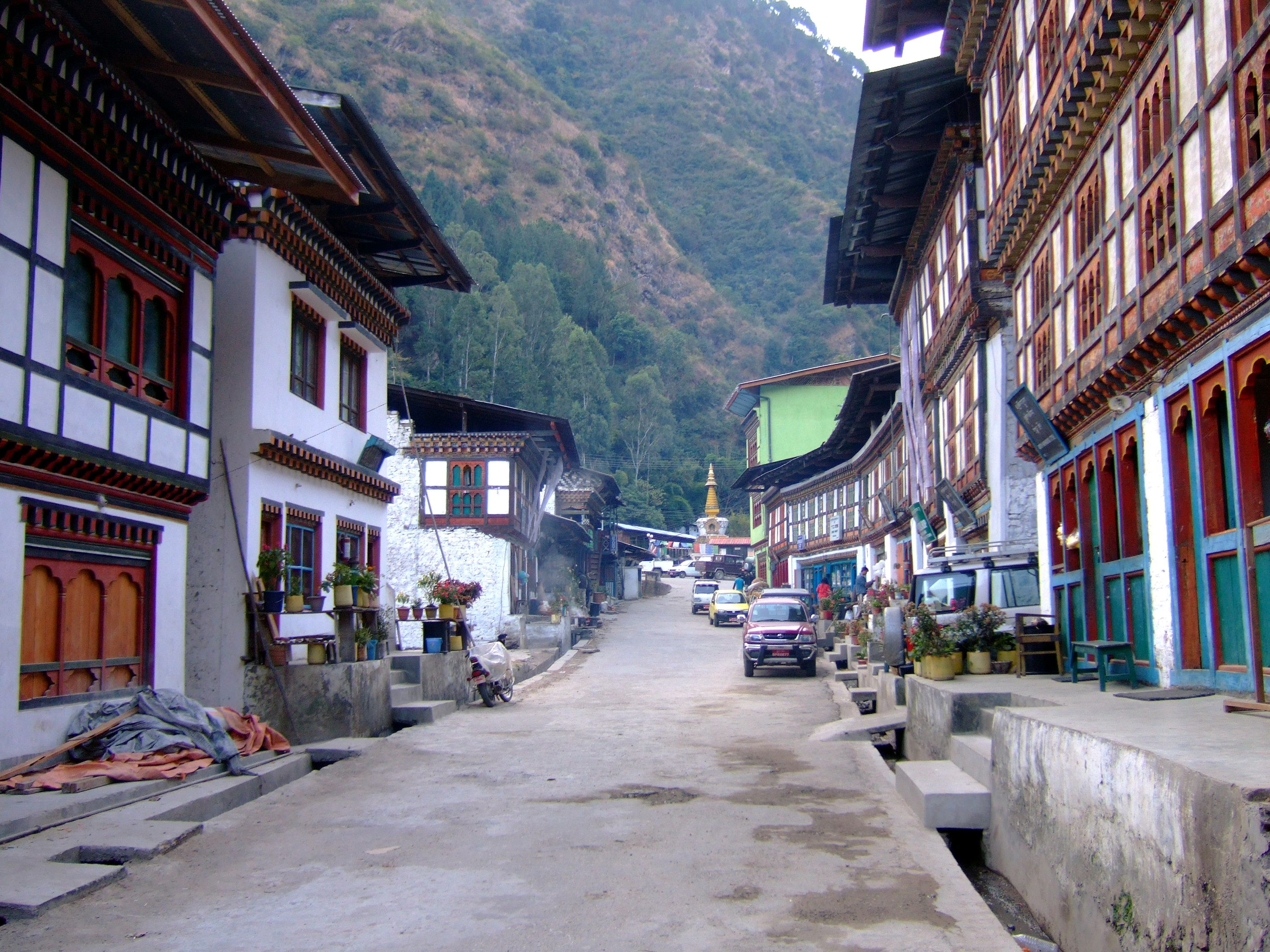
Главная улица Трашиганга

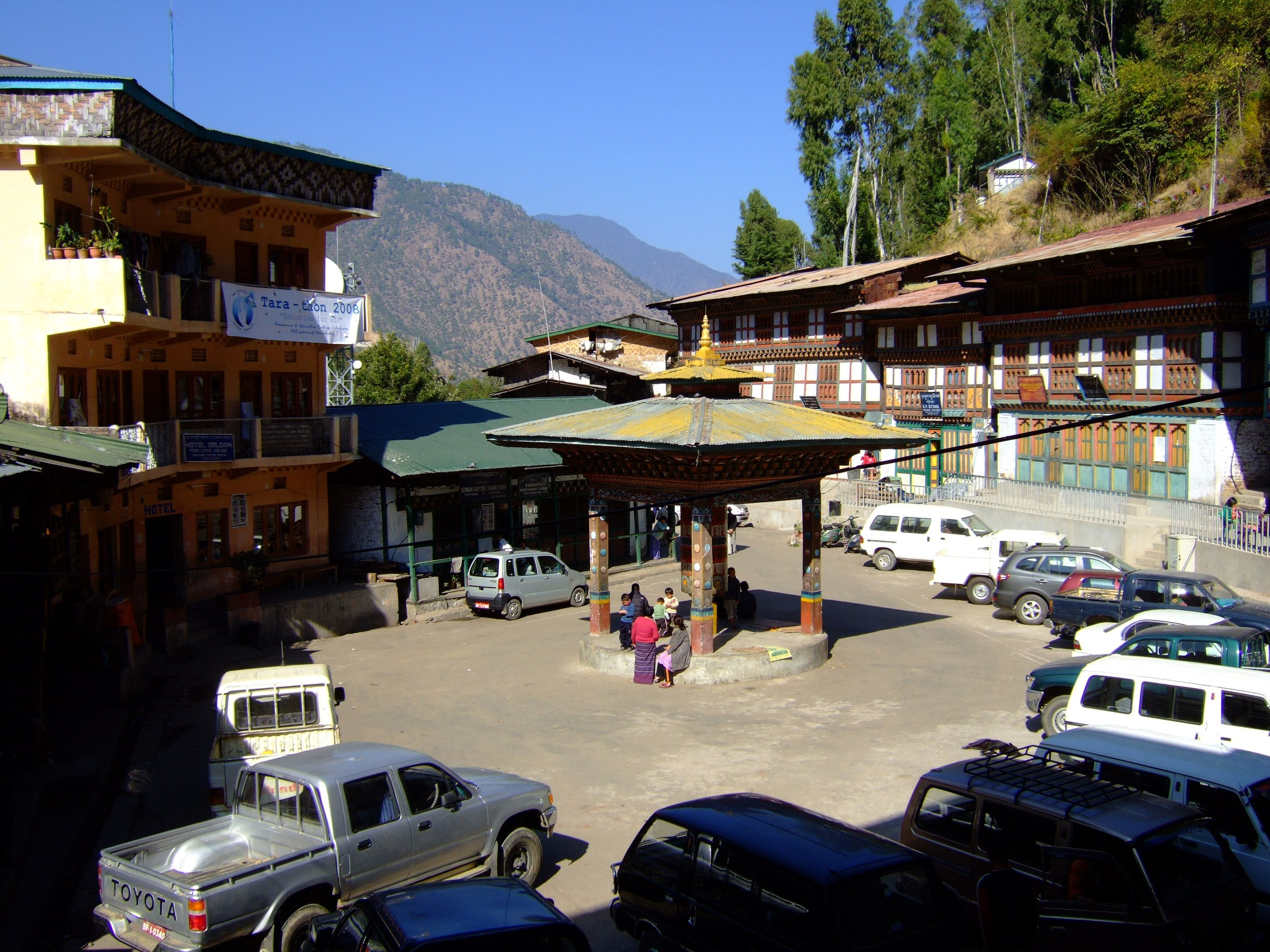
Центральная площадь и молитвенное колесо

- Трашиганг-дзонг, крепость над городом, построенная в 1667 году, в которой расположена администрация и монастырь, здесь же проводятся фестивали цечу
- Огромное молитвенное колесо в центре города, которое постоянно, днём и ночью, поворачивают прохожие
- Два чортена в черте города
- Телекоммуникационная башня